# Camel (tabaco)
Camel o Camel tobacco es una marca de cigarrillos fundada en 1913 por R.J. y P.E.L.G Reynolds Tobacco y perteneciente al grupo Japan Tobacco (JT) que es el tercer fabricante de tabaco más importante del mundo. Centra su producción en la fabricación de cigarrillos de tabaco rubio procedente de Turquía y Virginia (Estados Unidos).

## Historia
Los cigarrillos Camel eran originalmente fabricados mezclando tabacos para hacer que tuvieran un sabor suave en contraste con otras marcas que eran consideradas mucho más fuertes en aquella época. Este tabaco fue promocionado antes de su lanzamiento oficial por una cuidadosa campaña publicitaria que consistía en "juegos de palabras" que indicaban simplemente que "The Camels are coming" ("Los camellos están por llegar", es un juego de palabras con una antigua canción popular escocesa que dice "...The Campbells are coming", cambiando el término Campbell por Camel, camello en inglés). Este estilo de comercialización fue un prototipo para influir en la opinión pública respecto a la entrada de Estados Unidos en la Primera Guerra Mundial, y más adelante en la segunda. Otra estrategia de promoción fue el uso de un dromedario de circo, "Old Joe", que era conducido a través de las ciudades para distribuir cigarrillos gratuitamente. Utilizaron a "Old Joe" como modelo para el dromedario que aparece en el paquete original.

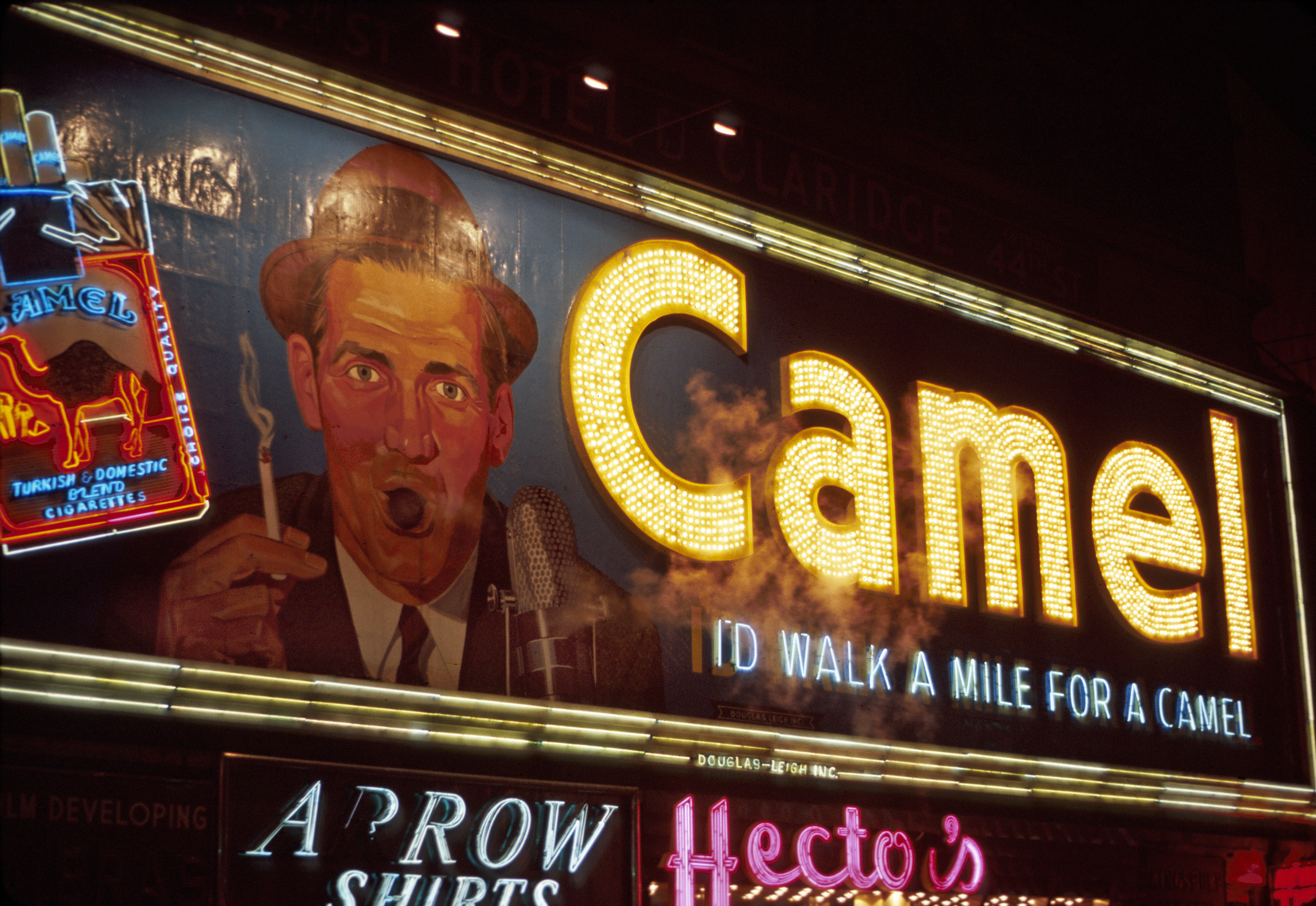
Un cartel publicitario en Times Square con el lema "Andaría una milla por un Camel", 1965

El lema de la marca utilizado durante décadas era "¡Andaría una milla por un Camel!".
El tipo de tabaco más famoso de esta marca es la variedad regular de cajetilla blanda, sin filtro, que aún se fabrica. La variedad regular alcanzó su máximo reconocimiento gracias a famosos como el locutor de noticias radiofónicas estadounidense Edward R. Murrow, que llegaba a fumar hasta cuatro paquetes de Camel diarios, haciendo de los cigarrillos Camel su seña de identidad.
A finales de 1987, RJR creó a Joe Camel como mascota para la marca. En 1991, la American Medical Association publicó un informe que afirmaba que niños de 5 y 6 años reconocían con más facilidad a Joe Camel que a Mickey Mouse, Pedro Picapiedra, Bugs Bunny o incluso la muñeca Barbie. Esto condujo a la asociación a pedir a RJR que concluyeran la campaña de Joe Camel. RJR se negó pero las quejas prosiguieron en 1993 y 1994. El 10 de julio de 1997, la campaña de Joe Camel fue retirada y sustituida por una campaña más adulta que satisfacía más los deseos de los veinteañeros de conocer o, en el caso de las compradoras femeninas, llegar a ser bellas y exóticas mujeres como las usadas en la campaña, con imágenes y vestidos típicos de los años 1930.

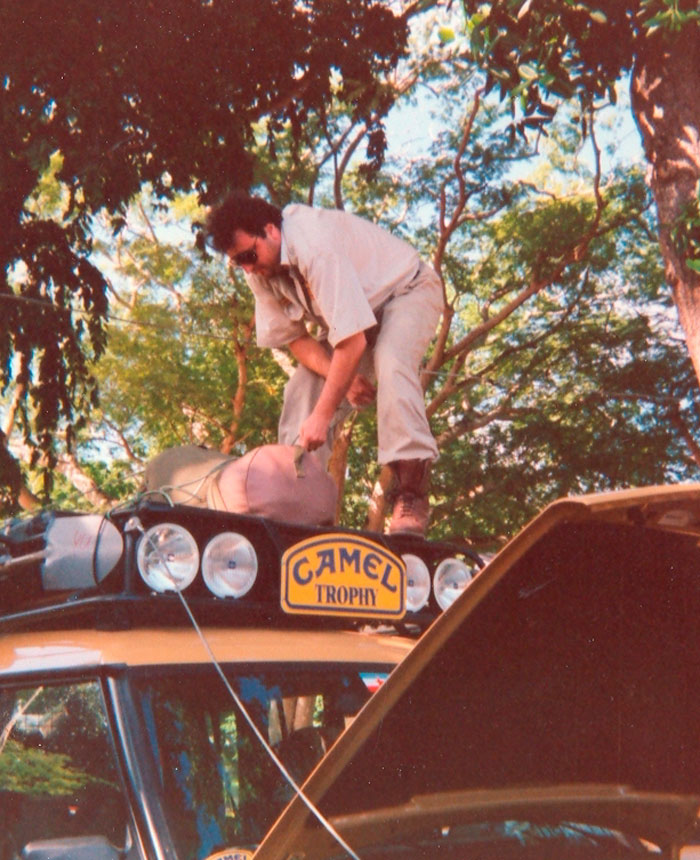
Un participante del Camel Trophy Tanzania-Burundi 1991. Esta prueba ha sido considerada como una de los patrocinios más exitosos.

En Europa, Camel es también una marca de papel y tabaco de liar. Según el informe anual de la Unión Europea, Camel se mantiene entre las 20 primeras marcas de tabaco y papel de liar, extendiendo sus ventas anualmente también al Sur y Este de la Unión Europea.
En 2005, Camel realizó cambios en el formato de los cigarrillos, imprimiendo ahora el nombre de la marca en el papel del cigarrillo y cambiando el color y el diseño del filtro. Ese año también pusieron a la venta una nueva variedad, la “Turkish Silver”, una versión más suave de las variedades "Turkish Gold" y "Royal". Después de consumirse el cigarrillo, el texto impreso en el papel puede aún leerse en las cenizas.
Winston-Salem, Carolina del Norte, la ciudad donde se fundó R.J.R., llegó a ser apodada “Camel City” debido a la enorme fama de la marca, aun así con el tiempo este apodo ha caído en desuso.
Desde 1972 a 1993, Camel fue el patrocinador principal del Campeonato IMSA GT, llamadas Camel GT; entre 1987 y 1991 patrocinó al equipo Lotus de Fórmula 1 y en los años noventa al equipo Honda en las carreras de moto AMA Superbike. También fue el único auspiciante y organizador del Camel Trophy que se corrió entre 1980 y 2000. En aquel tiempo la marca se posicionaba como el tabaco de los aventureros resueltos con eslóganes como "Camel el sabor de la aventura" o "Camel una aventura en sabor".

## Marketing
El camello distintivo de esta marca es en realidad un dromedario que no es considerado un camello como tal. En la mayoría de los idiomas, con excepción del inglés, se hace distinción entre los camellos y los dromedarios, por lo que el nombre y la imagen no coinciden. El nombre fue elegido porque a principios del siglo XX los viajes a lugares lejanos estaban de moda y un camello simbolizaba un agradable recorrido.

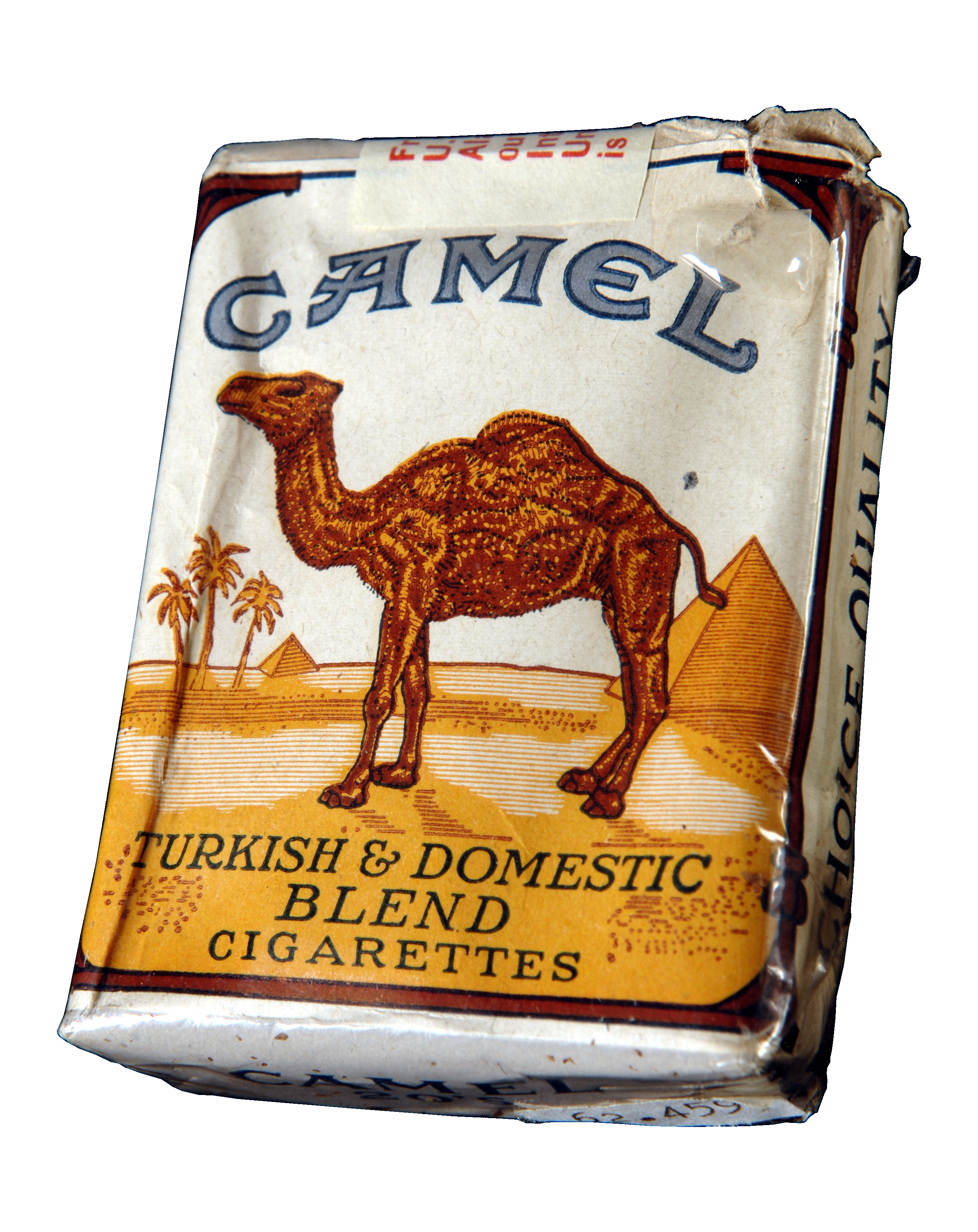
Cajetilla blanda de la década de 1940.

### El diseño de la cajetilla en el arte
El diseño de la cajetilla fue utilizado por la banda de rock progresivo Camel en la portada de su segundo álbum Mirage.
La cajetilla de Camel es también mencionada en la obra de Tom Robbins, Still Life with Woodpecker, descrita como “una historia de amor que sucede en un paquete de cigarrillos”. El formato de la cubierta del libro es el mismo que el de un paquete de Camel, tanto las historia del diseño como el diseño en sí son mencionados a lo largo de la novela, incluso se llega a decir que un paquete de Camel es el mejor amigo que puedes tener en la cárcel.

#### Fondo
El dibujo característico de las cajetillas de Camel es un dromedario en un desierto con pirámides y palmeras de fondo. Esta imagen parece proceder de un antiguo juego de mesa egipcio llamado "Hiena", reemplazando la hiena por un camello pero manteniendo el fondo igual en el diseño final. En la parte trasera de la cajetilla se ve un desierto con un bazar y mezquitas.

#### Controversia
La imagen del dromedario en sí ha sido objeto de curiosidad. Según leyenda, el artista que dibujó la imagen del dromedario era belga, a él no le caía bien el encargado de marketing de Camel así que introdujo en el diseño un dibujo del "Manneken Pis" (una estatua de bronce de un niño orinando muy típica de Bélgica). Al examinarlo de cerca, las sombras de la parte superior de la pata definen la imagen de esta estatua. También afirman que se puede apreciar la imagen de un babuino u otro tipo de mono en la parte posterior del dromedario, algunos incluso dicen que se pueden ver águilas cerca de la cabeza y un pez en la zona central. Se considera poco probable que estas imágenes se dibujaran a propósito, más bien son producto del sombreado del dibujo.

#### Cajetilla
Los dorsos de muchos paquetes o cajetillas de Camel muestran variaciones del siguiente texto:
El tabaco turco es el de hoja más suave y aromática del mundo. El secreto de Camel es la mezcla de este con tabacos locales más fuertes que le confieren ese sabor distintivo y esa suavidad.
En 2008, este texto fue cambiado a:
Una mezcla de artesanía magistral de los únicos y mejores tabacos turcos Samsun & Izmir recogidos a mano con una mezcla doméstica de tabacos que crean el sabor y la suavidad de clase mundial de Camel.:
En la parte trasera de los paquetes "blandos" de Camel, durante décadas, se ha leído este texto:
No busque vales o cupones, ya que el coste de los tabacos de la mezcla de Camel prohíbe su uso.
O alternativamente se puede leer el texto (posteriormente eliminado de algunos paquetes con la introducción de los mensajes de prevención sanitaria):
Camel, una marca de primera de tabaco de calidad, proporciona auténtico placer al fumar.
Camel Wides, que empezó en 2008, empezó a mostrar el siguiente texto en la parte trasera del paquete:
El gran calibre de un cigarrillo Camel Wides le hace más suave, la forma con más sabor de disfrutar la distintiva mezcla de Camel de los mejores tabacos Turcos y Domésticos.

### Camel Cash
A pesar del mensaje que dice a los fumadores que no busquen premios ni cupones en Camel, la marca sin embargo realizó una promoción llamada "Camel Cash". Camel Cash, o "C-Note" (C-Note = 5 céntimos americanos), es un cupón en la parte trasera de las variedades con filtro de cigarrillos de Camel. Fue hecha para parecerse a la moneda y podía cambiarse por elementos del catálogo de Camel Cash. El dibujo cambió muchas veces durante años y en el pasado incluyó la cara de Joe Camel, el controvertido dibujo animado de Camel, de la misma forma que los presidentes son caracterizados en la moneda americana. La promoción Camel Cash terminó el 31 de marzo de 2007.

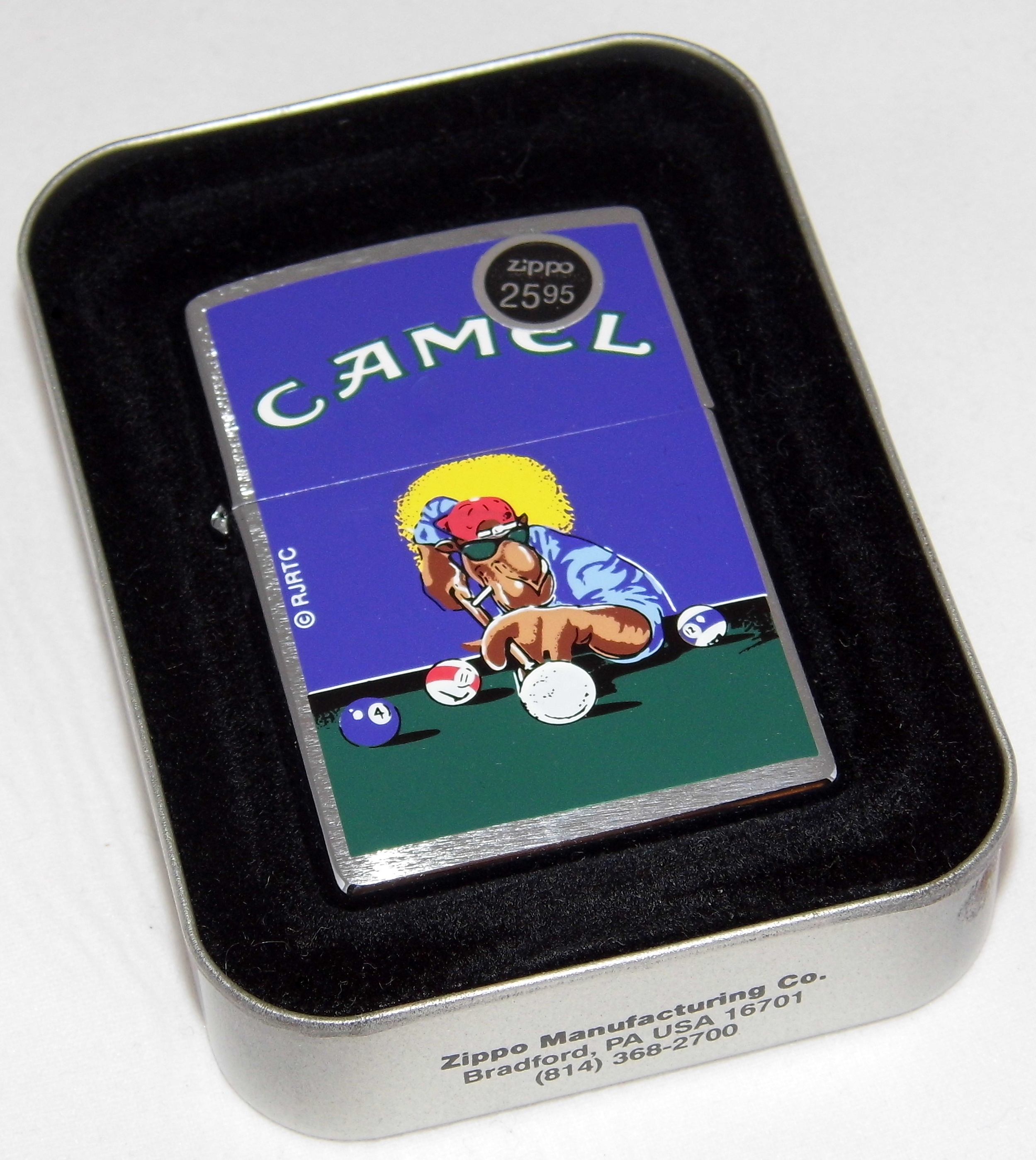
Encendedor Zippo con un dibujo de Joe Camel jugando al billar.

### Joe Camel
Joe Camel fue un controvertido dibujo animado que aparecía principalmente en los anuncios de Camel, pero también aparecía en "Camel Cash" y en papiroflexia de varios anuncios impresos. Joe Camel se expuso a examen ya que algunos consideraban que el personaje publicitario estaba dirigido a niños. La cara de Joe Camel, en particular su nariz y su morro, algunos dicen que se parece a los genitales masculinos. Esta especulación fue avivada por la imagen del "hombre desnudo" que ya aparece en el frontal del paquete y la combinación especulativa de los dos agentes de la imagen. Su imagen fue eliminada de Camel Cash y al mismo tiempo (julio de 1997) eliminada en los anuncios. Actualmente, algunas personas llaman a los cigarrillos "Joe"

### Variedades
Los cigarrillos Camel se presentan en las siguientes variedades:
- No. 9 (mentolado y normal)
- Subtle Flavour (Sabor suave) (azul en el Reino Unido y Chile. Camel blue en Argentina)
- Orange (visto a menudo en Italia)
- Filters (King Size, 100s y 99s)
- Lights (King Size, 100s y 99s)
- Ultra Lights (King Size y 100s)
- Smoothes (suaves)
- Natural Flavour (sabor natural)
- Wides Filters (de filtro ancho)
- Wides Lights (anchos y suaves)
- Wides Menthol (anchos y mentolados)
- Wides Menthol Ligths (anchos, suaves y mentolados)
- Menthol (mentolado)
- Menthol Lights (mentolados y suaves)
- Regular (sin filtro)
- Helander Rare
- Camel Lights
- Special Lights (King Size y 100s)
- Turkish Jade (mentolado, King Size y 100s)
- Turkish Light Jade (mentolado, King Size y 100s)
- Turkish Silver
- Turkish Golden (King Size y 100s)
- Turkish Real
- Kamel Red
- Kamel Lights
- Kamel Menthe
- Kamel Menthe Lights
- Camel Signature Frost
- Camel Signature Infused
- Camel Signature Robust
- Camel Siganture Mellow
- Mild (Sudáfrica)
- Frost (Menthol)
- Robust

Además, existían “mezclas exóticas” disponibles en cajetillas de hojalata:
- Samsun
- Basma
- Cinnzabar
- Twist
- Crema
- Izmir Stinger
- Rare
- Rare 2001
- Rare 2002
- Rare Menthol 2001
- Rare Menthol 2002
- Dark Mint
- Mandarin Mint
- Mandalay Lime
- Aegean Spice
- Bayou Blast
- Beach Breezer
- Margarita Mixer
- Midnight Madness
- Back Alley Blend
- Kauai Kolada
- Twista Lime
- Warm Winter Toffee
- Winter Mocha Mint
- Snake Eyes Scotch
- BlackJack Gin